# Cartea cronicilor regilor lui Israel
Cartea cronicilor regilor lui Israel este o carte care oferă o descriere mai detaliată a domniilor regilor Israelului antic comparativ cu evenimentele prezentate în Biblie. Cronica este o lucrare pierdută, nefiind găsită nici până în prezent.